# بی در میکس: جلد دوم ریمیکس‌ها
بی در میکس: جلد دوم ریمیکس‌ها (انگلیسی: B in the Mix: The Remixes Vol. 2) دومین آلبوم ریمیکس توسط هنرمند آمریکایی بریتنی اسپیرز است. این آلبوم در ۱۱ اکتبر ۲۰۱۱ توسط آرسی‌ای رکوردز منتشر شد. در ۹ سپتامبر ۲۰۱۱، اسپیرز با ارسال جلد آثار هنری و فهرست ترانه‌ها در حساب تامبلر خود، انتشار آن را اعلام کرد. این آلبوم شامل ریمیکس ترانه‌های مختلف از آلبوم‌های استودیویی او بلک‌اوت (۲۰۰۷)، سیرک (۲۰۰۸) و زن افسونگر (۲۰۱۱) و همچنین یک ریمیکس از «۳» و به‌طور انحصاری یک ریمیکس از «حق مخصوص من» در نسخه ژاپن است. تهیه ریمیکس‌ها توسط دی‌جی‌های کاسکید، تییستو و بنی بناسی انجام شد. موسیقی این آلبوم تحت تأثیر ژانرهای مختلف پاپ مانند دنس پاپ و پاپ راک است.
بی در میکس: جلد دوم ریمیکس‌ها به‌طور کلی نظرات مطلوبی را از منتقدان موسیقی دریافت کرد. آلبوم به رتبه ۴۷ در بیلبورد ۲۰۰ ایالات متحده رسید.